# Фолоі
Фолоі (грец. Φολόη) — місто і муніципалітет у Греції, в номі Еліда, Західна Греція. Адміністрація муніципалітету базується в селі Лалас.

## Географія
Фолоі розташований у межах однойменного плато, приблизно за 40 км на схід від столиці ному міста Піргос, близько 70 км на південь від імста Патри, близько 40 км південний захід від муніципалітету Ламбія і за 50 км на південний схід від Амаліади. За річкою Еврімант, що протікає муніципалітетом, встановлена межа між номом Еліда та номом Аркадія.

## Населення
| Рік  | Місто | Муніципалітет |
| ---- | ----- | ------------- |
| 1981 | 308   | —             |
| 1991 | 253   | 3 826         |
| 2001 | 333   | 4 870         |